# 11 mai 1970
Le lundi 11 mai 1970 est le 131e jour de l'année 1970.

## Naissances
- Ángel Alonso Ríos, taekwondoïste espagnol, né en 1970
- Aly Male, joueur de football sénégalais
- Dean Capobianco, athlète australien
- Dmitri Tcherniakov, metteur en scène d'opéra et directeur de théâtre russe
- Eric Kaufmann, politologue canadien
- Eva Menasse, écrivaine autrichienne
- Ferhat Göçer, chanteur et chirurgien d'origine kurde
- Harold Ford, représentant des États-Unis pour le Tennessee de 1997 à 2007
- Heather Stefanson, politicienne canadienne
- Jason Queally, coureur cycliste britannique
- Kevin Scannell, professeur et linguiste américain
- Michael Brial, joueur de rugby australien
- Nathalie Maillet (morte le 15 août 2021), personnalité du sport automobile, architecte
- Nicky Katt (mort le 8 avril 2025), acteur américain
- Radosław Panas, joueur de volley-ball polonais
- Ronan Le Goff, skipper et navigateur français
- Rubén Michavila, joueur de water-polo espagnol
- Serge Tomao, coureur cycliste britannique
- Shinsuke Shiotani, joueur de football japonais
- Vicki-May Hamm, femme politique canadienne
- Yasuhiko Niimura, footballeur japonais

## Décès
- Johnny Hodges (né le 25 juillet 1906), saxophoniste alto et soprano américain
- Nora Gordon (née le 29 novembre 1893), actrice britannique
- Pierre-Louis Bourgoin (né le 4 décembre 1907), personnalité politique française

## Événements
- 17e cérémonie des Filmfare Awards
- Draft d'expansion NBA 1970
- Sortie des single For You Blue et The Long and Winding Road
- Sortie de l'album Woodstock: Music from the Original Soundtrack and More
- Une tornade (en) classée niveau 5 sur l'échelle de Fujita s'abat sur la ville de Lubbock au Texas, causant la mort de 26 individus et des dégâts estimés à 250 millions de dollars